# 아이즈시모고역
아이즈시모고역(일본어: 会津下郷駅)은 일본 후쿠시마현 미나미아이즈군 시모고정에 있는 아이즈 철도 아이즈 선의 역이다.

## 역사
- 1934년 12월 27일: 국유철도의 나라하라역(일본어: 楢原駅)로 영업 개시. 역명은 당시의 소재지인 나라하라 마을에서 유래.
- 1987년
  - 4월 1일: 일본 철도 민영화에 의하여 동일본여객철도(JR 동일본)에 계승됨.
  - 7월 16일: 아이즈 철도로 전환됨과 동시에 아이즈시모고역으로 역명 변경.

## 역 구조
섬식 승강장 1면 2선의 지상역으로 측선도 있다. 역사는 국철로부터 물려받은 것이다. 간이 위탁역이자 시모고 정 삼림조합이 수탁하였다(휴일은 영업 휴무).

### 승강장
| 승강장 | 노선        | 방향 | 행선                                  |
| ------ | ----------- | ---- | ------------------------------------- |
| 역사쪽 | ■ 아이즈 선 | 하행 | 아이즈타지마・아이즈코겐오제구치 방면 |
| 반대쪽 | ■ 아이즈 선 | 상행 | 아이즈와카마쓰・기타카타 방면         |

## 역 주변
- 나라하라 우체국
- 시모고 정사무소
- 시모고 정립 나라하라 초등학교
- 시모고 정립 시모고 중학교
- 아가노강(오강)
- 국도 제121호선
- 후쿠시마 현도 217호 아이즈시모고 정거장선
- 아사히 댐

## 인접역
| 아이즈 철도 ■ 아이즈 선      | 아이즈 철도 ■ 아이즈 선                                 | 아이즈 철도 ■ 아이즈 선              |
| ---------------------------- | ------------------------------------------------------- | ------------------------------------ |
| 도노헤쓰리 니시와카마쓰 방면 | □ 쾌속 "AIZU 마운트 익스프레스"(1호) □ 쾌속 "릴레이 호" | 아이즈타지마 아이즈코겐오제구치 방면 |
| 야고시마 니시와카마쓰 방면   | □ 쾌속 "AIZU 마운트 익스프레스"(1호 이외) ■ 보통        | 후루사토코엔 아이즈코겐오제구치 방면 |